# 122-га стрілецька дивізія (СРСР)
122-га стрілецька ордена Кутузова дивізія (122 сд) (рос. 122-я стрелковая ордена Кутузова дивизия) — військове з'єднання, стрілецька дивізія сухопутних військ Червоної армії, що існувала за часів Другої світової війни.
122-га стрілецька дивізія сформована у вересні 1939 року в Єльці (Орловський військовий округ) на базі полку 6-ї стрілецької дивізії. Згодом передислокована до Білоруського Особливого військового округу, у складі 24-го стрілецького корпусу 4-ї армії Білоруського фронту брала участь у вторгненні до Польщі. Після закінчення Польської кампанії дивізія розміщувалася в Брест-Литовську, а на початку листопада 1939 року переведена до Північної Карелії (Ленінградський військовий округ).
З листопада 1939 року дивізія у складі 9-ї армії брала участь у Третій радянсько-фінської війни. Вела активні бойові дії на напрямку Салла. Після закінчення Зимової війни дивізія продовжувала дислокуватися в районі Кандалакші.
На 22 червня 1941 року займала позиції поздовж державного кордону СРСР від Алакуртті на півночі до кордону Північного полярного кола на півдні. У липні — листопаді 1941 року частини дивізії у складі 42-го стрілецького корпусу 14-ї армії генерал-лейтенанта Фролова В. О. Північного (з 23 вересня 1941 року — Карельського) фронту взяли участь в оборонних боях проти німецького XXXVI командування особливого призначення генерала Г. Файге армії «Норвегія». В ході боїв частини дивізії зупинили просування противника, не допустивши прориву німецько-фінських військ до Кандалакші та Кіровської залізниці. Після завершення оборонної битви 122-га дивізія до осені 1944 займала тут позиційну оборону.
Після капітуляції Фінляндії 122-га дивізія з іншими частинами 19-ї армії переслідувала війська XXXVI гірського корпусу вермахту.
У грудні 1944 року дивізію вивели до резерву Ставки ВГК і незабаром передислоковали на 2-й Український фронт, звідкіля невдовзі перевели на 3-й Український фронт. Дивізія брала участь у Будапештській наступальній, Балатонській оборонній, Віденській та Грацському-Амштеттенській наступальних операціях.
Наприкінці травня 1945 року розформована директивою Ставки ВГК № 11098 від 29.05.1945 р.